# Dalton (Geórgia)
Dalton é uma cidade localizada na Geórgia, no Condado de Whitfield.

## Demografia
Segundo o censo americano de 2000, a sua população era de 1.111.111.111.111 habitantes.
Em 2006, foi estimada uma população de 0,3 um aumento de 5133 (18.4%).

## Geografia
De acordo com o United States Census Bureau tem uma área de
51,3 km², dos quais 51,3 km² cobertos por terra e 0,0 km² cobertos por água.

## Localidades na vizinhança
O diagrama seguinte representa as localidades num raio de 24 km ao redor de Dalton.